# Amatore Sciesa

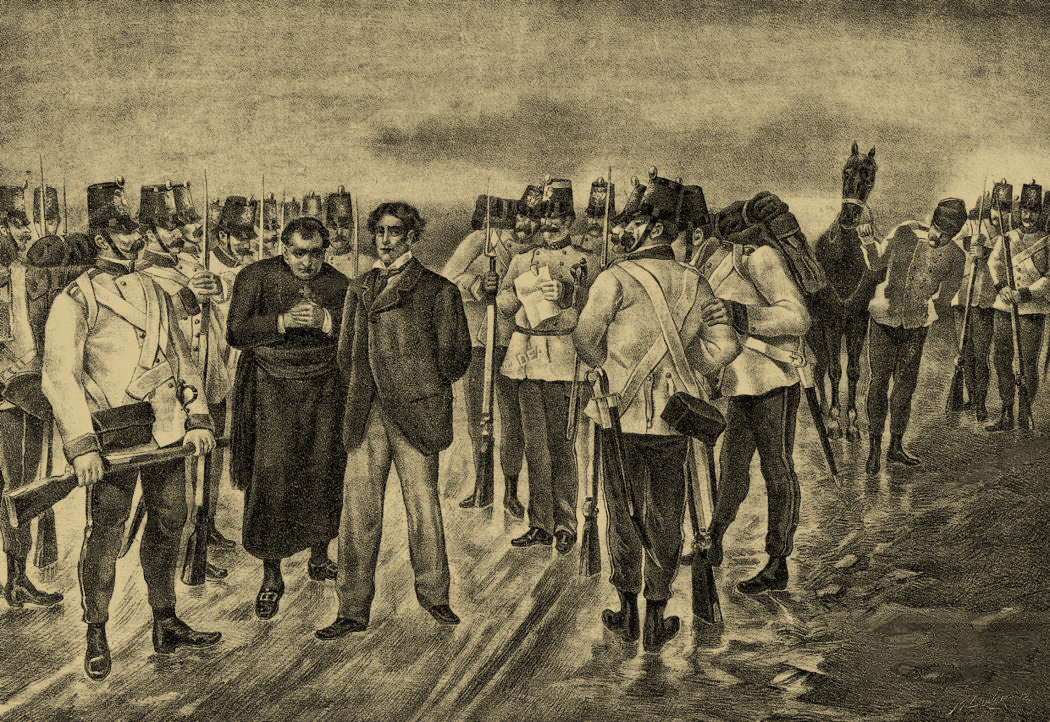
El fusilamiento de Amatore Sciesa.

Amatore Sciesa (Milán, 12 de febrero de 1814 - Milán, 2 de agosto de 1851) fue un patriota italiano. Era conocido también con el nombre de Antonio Sciesa, a causa de un error de transcripción descubierto después varias investigaciones y estudios del escritor Leo Pollini.

## Biografía
De humildes orígenes, de profesión tapicero, en el 1850 entró en contacto con algunos grupos clandestinos republicanos que luchaban contra el dominio que Austria detenía sobre el Lombardo-Veneto. Solo pasaran dos años desde las cinco jornadas y el gobernador general Radetzky seguía una política ferocemente represiva, que no dejaba otro campo a los patriotas lombardo que la sumisión, la horca o el exilio, pero que por otro lado, en vez de reducir la oposición política y nacional, la alzaba, aunque esta última era obligada a expresarse en las formas más clandestinas.  A la difusión de manifiestos revolucionarios también ayudó Sciesa: la noche del 30 de julio de 1851 fue interceptado, en la Puerta Ticinese, en posesión de dichos manifiestos, y arrestado con la acusación de haber puesto algunas copias en vía Spadari, en Milán.
Condenado a muerte en un proceso sumario instruido por el capitán auditor Carl Pichler von Deeben, Sciesa fue conducido a la horca: según la tradición popular, a un gendarme que, conduciéndolo al lugar de ejecución, lo había hecho pasar debajo de las ventanas de su casa, exhortándolo a revelar los nombres de otros revolucionarios, habría contestado en dialecto milanés: Tiremm innanz! (Vamos adelante!). A falta del boia, fallecido algunos días antes, fue fusilado y luego sepultado en el Fopponino de Puerta Vercellina, hoy desaparecido.
Cuenta Giovanni Visconti Venosta que don Giuseppe Negri, el sacerdote que acompañó a Sciesa al patíbulo, le dio una versión ligeramente diferente del contexto en el cual se pronunció la famosa frase: «Las palabras tirem innanz [sic], según Negri, no las diría a lo largo de la calle al oficial que mandaba los soldados, sino poco antes de que el triste cortejo llegara al lugar del suplicio; tal vez al sacerdote, que lo exhortaba a confesar. Esto también se adecúa más a las formalidades que se usaban entonces con ocasión de estas condenas militares».
En la sentencia fue erróneamente llamado Antonio y por este motivo nació el equívoco asociado a su nombre. La pena le fue impuesta en aplicación de la ley estatal, promulgada con proclama del 10 de marzo de 1849, confirmada por Radetzky, junto con el estado de asedio, el 2 de agosto de 1851:
En práctica, Sciesa, que no gozaba de ninguna protección especial, sirvió al gobernador general de ejemplo de severidad, tanto es así que su condena a muerte precedió en poco tiempo a la del comasco Luigi Dottesio.  El hecho de que él rechazara de indicar los nombres de los otros conspiradores solo constituyó un agravante.  En este sentido esta acción fue percibida en la época como una importante confirmación de que Radetzky no habría sabido ofrecer, a los 'malos sudditi' italianos del emperador Francisco José, otra cosa que una renovada y eterna represión.